# クリスマス・ツリー (ボディビル)

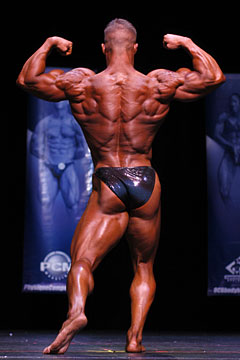
バックダブルバイセップスのポーズをとる背中の下部に浮かびあがる聖樹

ボディビルにおけるクリスマス・ツリーとは、背中の下部の筋肉が発達することによって浮かびあがる、モミの木のような形のシルエットのことをいう。広背筋の起始部と胸腰筋膜のあいだの段差が大きくなることで現れる。
クリスマスツリーをつくるためには広背筋全体を大きくすることが重要である。ある程度身体を絞る（減量する）ことは前提になるが、広背筋全体を鍛えて発達させることで、比較的だれにでもクリスマス・ツリーはつくれるという意見もある。一方で、ボディビル界でもとくに背中の筋肉の発達で知られる須江正尋によれば、ツリーを形作る部分の段差のできかたには個人差が大きいため、ボディビルダーとしてのこだわりは特にないという。
クリスマスツリーを形成する要素についてバズーカ岡田こと岡田隆の整理にしたがうと、広背筋下部を鍛えることでツリーの輪郭が、脊柱起立筋を鍛えることでツリーの幹や全体の立体感が、胸腰筋膜のコンディションがよくなることで枝葉の部分が浮かび上がる。
ボディビルにおけるポージングの面からみると、バックダブルバイセップスやバックラットスプレッドのような背中の規定ポーズではクリスマスツリーは見せにくい。規定のポーズよりも肘を大きく後ろに引くことではっきりとシルエットが強調される。
2022年12月にフィットネスブランドのVALXは、「スカイツリー前」ともいわれる京成電鉄の押上駅で、フィジーク選手の鍛えあげられた背中を大写しにした「サンタになれなくても、ツリーにはなれる。」というコピーの広告を掲載している。

## 読書案内
- 『ボディビルのかけ声辞典』スモール出版、2018年。